# Nature Chemistry
Nature Chemistry — химический научный журнал, издаваемый Nature Publishing Group с 2009 года.

## О журнале
Журнал публикует статьи, посвящённые последним достижениям в области химии. Основные направления исследований, представленные в журнале, включают в себя:
- Катализ
- Компьютерная и теоретическая химия
- Химия окружающей среды
- Экологическая химия
- Медицинская химия
- Ядерная химия
- Химия полимеров
- Супрамолекулярная химия
- Химия поверхностей
- Бионеорганическая, биоорганическая, металлоорганическая и физико-органическая химия